# Нґвел
Нґвел [ŋʷel] — незаселений острів у провінції Торба Вануату в Тихому океані.  Острів є частиною архіпелагу островів Торреса.

## Географія
Нґвел знаходиться 600 м від західного узбережжя Тегуа . Його довжина 500 м, ширина 200 м.  Орієнтовна висота місцевості над рівнем моря становить близько 9 метрів. 

## Назва
Форма Ngwel є похідною назви острова мовою Ло-Тога, N̄wēl [ŋʷel]. У сусідньому Хіу він відомий як N̄wëy [ŋʷej].